# Vihiga County
Vihiga County is een county en voormalig Keniaans district. Het district telt 498.883 inwoners (1999) en heeft een bevolkingsdichtheid van 886 inw/km². Ongeveer 3,6% van de bevolking leeft onder de armoedegrens en ongeveer 58,0% heeft beschikking over elektriciteit.